# Tatnieft

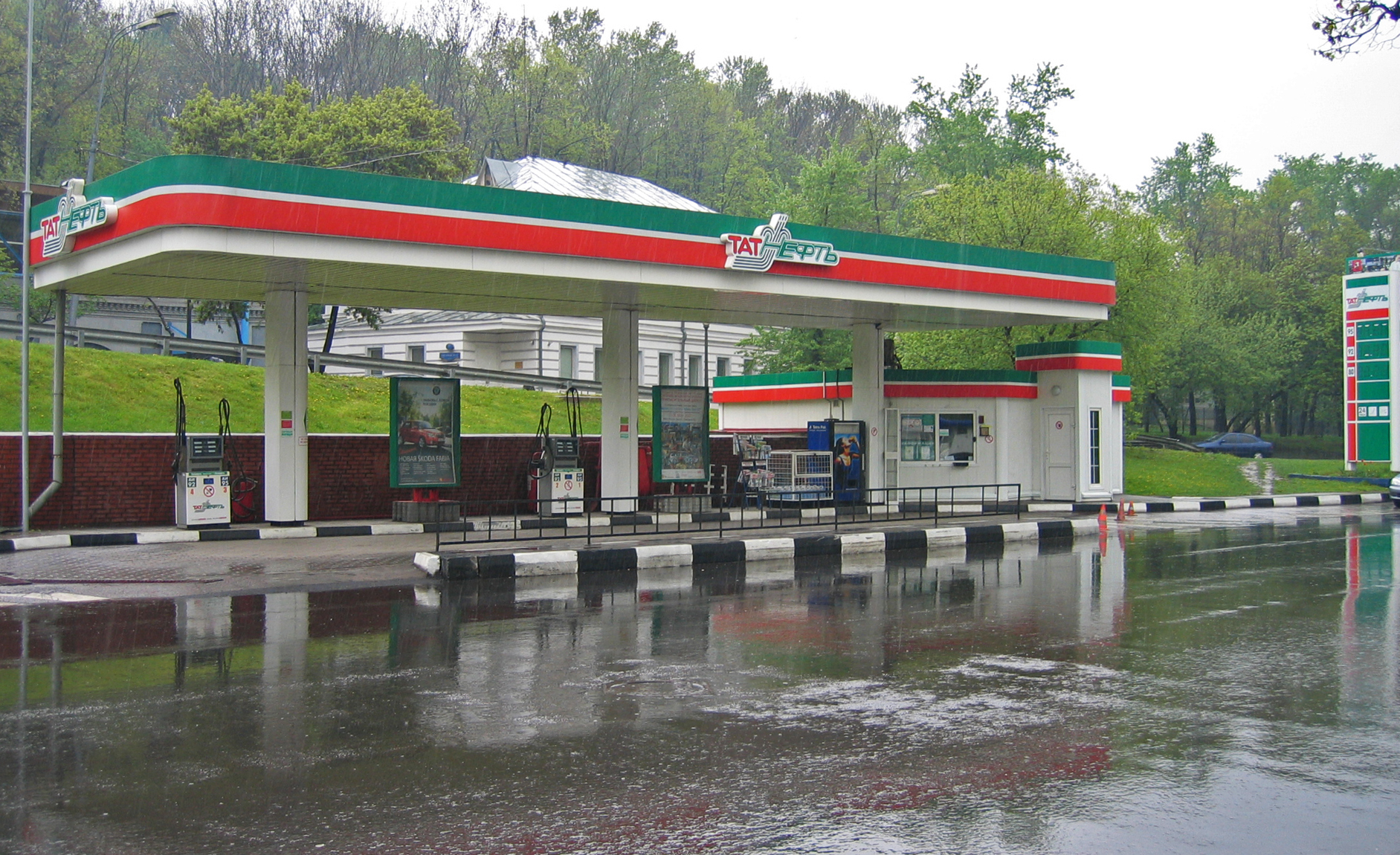
Stacja paliw należąca do spółki w Moskwie

PAO „Tatnieft” im. W. D. Szaszyna (ros. ПАО «Татнефть» им. В. Д. Шашина) – rosyjskie przedsiębiorstwo działające w przemyśle petrochemicznym z siedzibą w mieście Almietjewsk, w Tatarstanie. Spółka została założona w 1950 roku z połączenia kilku lokalnych firm działających na rynku naftowym, oraz w branżach pokrewnych z petrochemią. Firma ta zatrudniająca ponad 80 tysięcy pracowników w całej Rosji i jest szóstym co do wielkości koncernem naftowym w Rosji. 
Spółka Tatnieft jest również notowana na giełdach w Moskwie, Londynie i Frankfurcie. W 1998 roku firma była również pierwszym rosyjskim przedsiębiorstwem, którego papiery wartościowe ADR emitowane przez banki amerykańskie były notowane na Nowojorskiej Giełdzie Papierów Wartościowych.
Głównymi działaniami przedsiębiorstwa jest poszukiwanie gazu ziemnego i ropy naftowej, oraz produkcja materiałów petrochemicznych. Na dzień 31 grudnia 2007 całkowite rezerwy surowców spółki wynosiły około 869 milionów ton ropy naftowej, a także posiadała 77 czynnych pól naftowych na terenie Rosji, m.in. jedno z największych światowych złóż „Romaszkinskoje”, w Libii, Angoli, Syrii, Iranu, Wietnamu, Omanu, Arabii Saudyjskiej i Turcji. Na dzień 1 lipca 2010 roku odnotowano iż spółka Tatnieft posiadała 641 stacji paliw, z czego 511 znajdowało się na terytorium Federacji Rosyjskiej i 128 stacji się na Ukrainie i 2 na terytorium Białorusi.
W latach 2009–2012 spółka Tanieft za pośrednictwem zależnej od niej spółki TANEKO, oraz amerykańskiej firmy Fluor budowała rafinerię wchodzącą w skład kompleksu petrochemicznego leżącego w Niżniekamsku. Zdolność produkcyjna zakładów petrochemicznych ma mieć możliwości do przerobu około 7 do 14 milionów ton oleju opałowego rocznie. Pozostałe zakłady mają produkować materiały myjące i smary olejowe, paraksylen będący związkiem pochodnym od benzenu i kwas tereftalowy używany do produkcji włókien poliestrowych. Kompleks ma miał kosztować około 3,3 mld $, z czego większość tej kwoty wpłacono w latach 2008–2009.
We wrześniu 2007 roku spółka podpisała strategiczną umowę z koncernem petrochemicznym Royal Dutch Shell w sprawie eksploatacji i produkcji na terytorium Tatarstanu mazutu, oraz bitumu. Podobna umowa partnerska została zawarta z amerykańskim koncernem Chevron Corporation.

## Kontrowersje
Spółka Tatnieft jest zamieszana w trwający spór z rządem Ukrainy dotyczącym kontroli nad spółką Ukrtatnafta, właściciela rafinerii ropy w Krzemieńczuku. Największa ukraińska państwowa spółka energetyczna Naftohaz Ukrainy jest właścicielem 43,1% udziałów w spółce Ukrtatnafta, Tatnieft posiada 8,6%, a rząd Tatarstanu 28,8% udziałów tej spółki. Pozostałe 18% udziałów zostało nabyte przez dwie spółki „offshore”, sprzymierzone z przedsiębiorstwem Tatnieft. Cała transakcja przekazania tych udziałów nie została uznana przez władze ukraińskie, przez co zgodnie z decyzją sądu ukraińskiego akcje te przeszły w posiadanie Naftohazu Ukrainy. W marcu 2008 roku w tej sprawie firma Tatnieft złożyła międzynarodowy pozew arbitrażowy przeciwko Ukrainie.

## Sponsoring
Spółka została sponsorem rosyjskiego klubu hokejowego Ak Bars Kazań, która gra w hali hokejowej pod nazwą Tatneft Arena.